# Schiacciatore-opposto

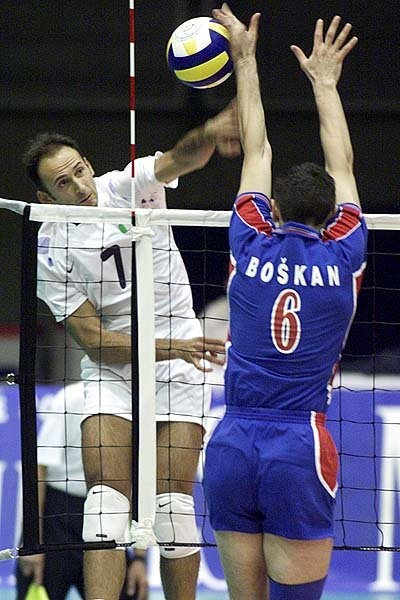
L'opposto Andrea Sartoretti, miglior realizzatore della XXIX Olimpiade, contro Slobodan Boškan.

Lo schiacciatore-opposto, o semplicemente opposto, è uno dei ruoli della pallavolo. 
È il terminale offensivo principale di una squadra attaccando sia in situazione di prima linea, sia in seconda linea (quando il palleggiatore si trova in prima linea). Spesso il ruolo di opposto è ricoperto da giocatori mancini che prediligono l'attacco dalla parte destra del campo (zona 1 e zona 2).

## Caratteristiche
L'opposto deve essere dotato fisicamente, possedere una buona forza nel colpo d'attacco e avere un'elevata resistenza in quanto è chiamato in causa molto più degli altri giocatori. Deve avere anche una buona elevazione.

## Il nome
Il ruolo ha questo nome per antonomasia, perché è coperto dal giocatore situato in posizione diametralmente opposta a quella del palleggiatore, ossia spostato di 3 posizioni (infatti ogni giocatore ha un suo "opposto"). Per distinguerlo ulteriormente, viene anche detto fuorimano o contromano.